# سكوت روس (رجل أعمال)
سكوت روس (بالإنجليزية: Scott Ross)‏ هو شخصية أعمال أمريكي، ولد في 20 نوفمبر 1951 في نيويورك في الولايات المتحدة.

## وصلات خارجية
- سكوت روس على موقع IMDb (الإنجليزية)